# اینگرام، نورث‌آمبرلند
اینگرام (به انگلیسی: Ingram) یک روستا و محله مدنی در بریتانیا است که در نورث‌آمبرلند واقع شده‌است. اینگرام ۱۱۹ نفر جمعیت دارد.